# チョン・ユジン
チョン・ユジン（朝: 정유진、1989年2月19日 - ）は大韓民国のモデル、女優である。
FNCエンターテインメントに所属していたが、2022年にFNCの元マネージャーが設立したハイコーンエンターテインメントと専属契約を締結した。

## 出演

### ドラマ
- 風の便りに聞きましたけど!?（2015年、SBS） - チャン・ヒョンス役
- 初めてだから（2015年、OnStyle） - リュ・セヒョン役
- ファンタスティック・クラブ （2016年、KBS2） - ファン・ソナ役
- W -君と僕の世界-（2016年、MBC） - ユン・ソフイ役
- よくおごってくれる綺麗なお姉さん（2018年、JTBC） - カン・セヨン役
- 30だけど17です（2018年、SBS） - カン・ヒス役
- ロマンスは別冊付録 （2019年、tvN） - ソン・ヘリン役
- 君のハートを捕まえろ!～Catch the Ghost～（2019年、tvN） - ハ・マリ役
- スノードロップ（2021年-2022年、JTBC） - チャン・ハンナ役
- 再婚ゲーム（2022年、Netflix） - チン・ユヒ役
- セレブリティ(2023年、Netflix)  チョイ・ボム
- 私たちが愛したすべて(2023年)  ハン・ソヨン

### 映画
- 好きにして（2016年）
- 夏休み（2017年）
- ユ・ヨルの音楽アルバム（2019年）

### 広告
- KBカード

## 賞とノミネート

### ノミネート
- 2016年「MBC演技大賞 新人女優賞」（『W -君と僕の世界-』）